# Bakkan
Bakkan est une localité du comté de Nordland, en Norvège.

## Géographie
Administrativement, Bakkan fait partie de la kommune de Meløy.